# آخرین سرقت
فیلم سینمایی آخرین سرقت اولین ساخته پدرام علی‌زاده به تهیه‌کنندگی غلامرضا موسوی و نویسندگی پدرام علی‌زاده و سید جلال‌الدین دری با موضوع طنز اجتماعی است. آخرین سرقت در حالی اکران شد که قرار بود تلفن همراه رئیس‌جمهور به جای فیلم سیب و سلما در گروه سینمای آزادی اکران شود اما با مخالفت اداره نظارت و ارزشیابی آخرین سرقت جایگزین این فیلم شد. علیزاده در گفتگویی از این اکران شتابزده انتقاد کرده بود: «پس از گرفتن مجوز، قرارداد اکران بیشتر فیلم‌ها از قبل در سالن‌های سینمایی بسته شده و ما عملاً هیچ زمان مناسبی برای نمایش عمومی «آخرین سرقت» در سال گذشته پیدا نکردیم. امسال نیز تقریباً یک شبه به ما اعلام کردند که به جای فیلم «تلفن همراه رئیس‌جمهور» شما فیلم خود را اکران کنید و ما هیچ فرصتی در اختیار نداشتیم. به هر حال همه شرایط سینمای ایران را می‌دانند که تبلیغات و شرایط اکران فیلم‌ها عمدتاً در آن غیرعادلانه است. ما در حال حاضر در تهران ۱۲ سینما در اختیار داریم که ۴ سالن آن به صورت تک سئانس نمایش فیلم را برعهده دارند.»
آخرین سرقت تولید سال ۸۹ است. فیلم مشکلاتی را برای دریافت پروانه نمایش داشت که نهایتاً اواسط سال گذشته پروانه نمایش را دریافت کرد.

## خلاصه داستان
ناصر خلاف کار خرده‌پایی است که با دزدیدن قالپاق و ضبط ماشین روزگار می‌گذراند. او در یکی از همین سرقت‌ها در اتومبیلی را باز می‌کند اما داوود را می‌بیند که در اتومبیل نشسته. آنها از دیدن هم جا می‌خورند اما با رسیدن صاحب اصلی اتومبیل با هم فرار می‌کنند و مشخص می‌شود که هر دو خلاف کار هستند. بحث‌های آنها برای تقسیم پول و قطعات اتومبیل مسروقه به جایی نمی‌رسد؛ پس با هم درگیر می‌شوند و داوود، ناصر را نقش زمین می‌کند. ناصر از هوش می‌رود و داوود که دوستانش او را دیوید صدا می‌زنند، او را به خانه‌شان می‌آورد. در خانه، فیروزه، خواهر داوود، ناصر را مداوا می‌کند و آنها به هم دل می‌بازند. داوود و ناصر تصمیم می‌گیرند اتومبیل را بفروشند. اما ناصر گواهینامه مالک اتومبیل را پیدا می‌کند. داوود پی می‌برد اتومبیل متعلق به مژگان است؛ دختر رئیس شرکتی که سال‌ها پیش داوود در آنجا کار می‌کرده و به او علاقه داشته. اما با به زندان افتادن داوود، مژگان هم ناپدید می‌شود. او با موبایل مژگان تماس می‌گیرد. مژگان از او می‌خواهد اتومبیل را به او در شمال برساند. داوود و ناصر تصمیم می‌گیرند به شمال بروند و برای اینکه کسی به آنها شک نکند، فیروزه را هم همراه خود می‌برند. علاقه ناصر به فیروزه باعث می‌شود مادرش را هم با خود به سفر ببرد تا در راه با فیروزه آشنا شود؛ ولی مادر ناصر از ابتدا بنای ناسازگاری را با فیروزه می‌گذارد. این چهار نفر در حالی با هم به شمال می‌روند که جمشید، آنها را در تمام این مراحل تعقیب می‌کند. او در تماس با فردی که رئیس صدایش می‌زند، گزارش لحظه به لحظه را از اتومبیل به او می‌دهد. آنها در هتلی اقامت می‌کنند اما داوود و ناصر شب را در اتومبیل می‌گذرانند. صبح در یک لحظه که ناصر به هتل می‌رود و داوود برای تماس گرفتن با مژگان از اتومبیل پیاده می‌شود، مادر ناصر و فیروزه برای گشت و گذار و خرید، اتومبیل را با خود می‌برند. ناصر و داوود به تصور به سرقت رفتن ماشین با جمشید که در تعقیب آنها بوده، درگیر می‌شوند. رفتار تند مادر ناصر با فیروزه باعث به هم خوردن تمرکز فیروزه و تصادف آنها می‌شود. پلیس در بررسی صحنه تصادف پی می‌برد که…

## سخنان کارگردان دربارهٔ فیلم
فیلم از مضمون کمدی برخوردار است که سعی کردیم با کمدی‌هایی که این روزها شاهد آن هستیم به لحاظ داستان و بازیگران متفاوت باشد. متأسفانه ساخت فیلم کمدی این روزها با هجمه زیادی از سوی منتقدان و کارشناسان روبرو است اما در این فیلم سعی کردیم از سطحی‌نگری و ابتذال دوری کنیم و با قصه و کمدی موقعیت بتوانیم مخاطب را بخندانیم.